# Ceylan britannique
 (avril 2021).
Si vous disposez d'ouvrages ou d'articles de référence ou si vous connaissez des sites web de qualité traitant du thème abordé ici, merci de compléter l'article en donnant les références utiles à sa vérifiabilité et en les liant à la section « Notes et références ».
1802–1948
Entités précédentes :
- Royaume de Kandy
- Vannimai
- Ceylan néerlandais

Entités suivantes :
- Dominion de Ceylan

La Ceylan britannique (en anglais British Ceylon, en cingalais බ්රිතාන්ය ලංකාව, en tamoul பிரித்தானிய இலங்கை) ou plus simplement Ceylan, était une colonie britannique entre 1802 et 1948. Au début, ce territoire ne comprenait pas le royaume de Kandy, devenu un protectorat en 1815, mais à partir de 1817 les possessions britanniques couvrent toute l'île de Ceylan, aujourd'hui dénommée Sri Lanka.
L'Empire britannique intégra l'île de Ceylan en tant que province dès 1796 au détriment des Hollandais. Ce contrôle britannique fut confirmé au congrès de Vienne, en 1814 et 1815 puis par la convention de Kandy de 1815.
Ceylan sera donc une colonie britannique, de 1796 à 1948, soit 152 ans, contre 156 ans pour les Néerlandais (1640-1796) et contre 153 ans pour les Portugais (1505 -1658), soit trois périodes presque comparables. 

## Histoire

### Ceylan néerlandais
Alors que les Provinces-Unies étaient engagées dans la guerre de Quatre-Vingts Ans contre les Espagnols, le roi de Kandy invita les Néerlandais à venir se battre contre les Portugais à Ceylan. Les Néerlandais acceptèrent de déclarer la guerre au Portugal et s'emparèrent de l'île en 1640. Ceylan resta sous domination néerlandaise jusqu'en 1796.
À la fin du XVIIIe siècle, les Hollandais, affaiblis par leurs guerres contre la Grande-Bretagne, sont conquis par la France napoléonienne et leurs dirigeants se réfugient à Londres. Ne pouvant plus gouverner efficacement leur partie de l'île, les Néerlandais en ont transféré la domination aux Britanniques, bien que cela ait été contraire à la volonté des Néerlandais qui y résidaient.

### Guerres de Kandy
Dès que la Grande-Bretagne a conquis les territoires ceylanais appartenant aux Pays-Bas, ils ont cherché à prendre le contrôle de toute l'île en augmentant leur sphère d'influence par un protectorat du royaume de Kandy. Une offre refusée par le roi de Kandy. Bien que la précédente administration néerlandaise n'ait pas été suffisamment puissante pour menacer le règne des rois kandyens, les Britanniques étaient beaucoup plus puissants. Le refus des Kandyens d'accepter un protectorat a finalement conduit à la guerre, qui s'est terminée par la capitulation des Kandyens en 1815, par la signature de la convention de Kandy.
Les Britanniques sont alors la première force européenne à contrôler toute l'île de Ceylan.

### Rébellion d'Uva
Il a fallu moins de deux ans aux familles dirigeantes du royaume de Kandy pour se rendre compte que l'autorité britannique était fondamentalement différente de celle de la dynastie Nayakkar. Très rapidement, les Kandyens se sont rebellés et ont mené une  guérilla. Le mécontentement à l'égard des activités britanniques se transforma bientôt en rébellion ouverte, débutant dans le duché d'Uva en 1817. Ces batailles sont connues sous le nom de Rébellion d'Uva, ou encore de Troisième Guerre de Kandy. Elle se termina après une sanglante répression de la part des Britanniques. La principale cause de la rébellion était religieuse ; les Kandyans voyant les Britanniques comme une menace envers leurs traditions bouddhistes, considérées par les insulaires comme faisant partie intégrante de leur vie.
Ce fut le dernier soulèvement de ce genre. La réaction brutale de la Grande-Bretagne, en massacrant tous les rebelles, ayant servi d'avertissement au reste de la communauté. Après cette rébellion, le royaume de Kandy a été annexé à Ceylan en 1817.

### Colonisation
La première période de l'occupation britannique fut consacrée à la construction de routes, et à l'implantation de postes à travers toute l'île.
Dès 1833, les Anglais établirent auprès du gouverneur un conseil législatif, dont six membres sur quinze pouvaient être des Ceylanais choisis par l'autorité. 
Pendant cinquante ans, l'expansion du colonialisme est sans frein. Extorsions et confiscations de terres préludèrent à l'établissement de grandes plantations. Le travail obligatoire fournit souvent une main d'œuvre bon marché. Les Ceylanais boudèrent ces grandes entreprises et les colons importèrent dès 1850 une main-d'œuvre indienne qui vécut à l'écart des Cingalais, dans des villages de colonisation.
En 1848, une dernière révolte soulève le pays, elle dure deux mois. En 1850, le gouverneur George Byng rend la Dent, relique de Bouddha, aux moines de Kandy. La mesure est bien accueillie et on note un renouveau du bouddhisme et un mouvement de renaissance de culture cingalaise.
Grâce aux infrastructures mises en place par le gouvernement colonial, Ceylan fait son entrée dans l'économie mondiale selon un type colonial, comme fournisseur de produit tropicaux.
En 1896, l'introduction du thé va peu à peu se substituer au café, qui était alors la plus grande culture rémunératrice de l'île.
En 1876, des planteurs introduisent l'hévéa d'Amazonie.
En 1880, les cultures de café sont anéanties sous l'attaque d'un champignon. L'économie ceylanaise est alors axée entièrement sur le commerce de thé et de caoutchouc.

### Mouvement d'indépendance
Toute la seconde partie du siècle est marquée par les activités de nombreuses sociétés occidentales, missionnaires ou philanthropiques. Un Américain est resté célèbre, le colonel Henry Steel Olcott, qui participe à une renaissance du bouddhisme local. Henry Olcott est épris de philosophie orientale, se convertit au bouddhisme, et n'est pas étranger aux mouvements nationalistes qui se développaient alors. Il joue un rôle analogue à celui de l'écossais Allan Octavian Hume qui fut à l'origine du Parti du Congrès en Inde en 1885.
En 1889, on ajoutait deux Ceylanais au Conseil législatif. En 1910, ça sera trois de plus.
En 1915, des émeutes éclatèrent, et les dirigeants britanniques ont commencé à réfléchir à une future passation de pouvoir, à travers un Dominion.
En 1919, le Parti du Congrès de Ceylan est créé et unifie la plupart des tendances nationalistes. 
En 1920, le nombre des membres du Conseil législatif passe à 37 personnes, 14 membres officiels, et 23 membres viennent du peuple.
En 1924, le nombre de membres du Conseil législatif est passé de 37 à 49 personnes 12 membres officiels, et 37 membres non officiels.    
En 1931, un cabinet ministériel et une Assemblée législative purent traiter de toutes les affaires intérieures de l'île. Ce parlement était élu au suffrage universel par les Ceylanais des deux sexes. C'était un progrès considérable.
En 1942, Ceylan abrita le Quartier général des Forces Alliées dans la lutte contre le Japon dans la Seconde Guerre mondiale. Dès 1942, Colombo avait subi des raid de bombardiers japonais.
Le 26 mai 1943, les élus obtinrent de Churchill une promesse d'autonomie à l'issue de la guerre. 
Après de longues négociations, l'United National Party, le parti de droite historique du Sri Lanka, obtint l'indépendance à l'intérieur du Commonwealth britannique. L'indépendance est proclamée le 4 février 1948.

## Gouvernance

### Gouverneurs coloniaux de Ceylan
Bien que le monarque britannique soit le chef de l'État, dans la pratique, ses fonctions étaient exercées dans la colonie par le gouverneur colonial, qui agissait sur les instructions du gouvernement britannique à Londres.

### Conseil exécutif de Ceylan
La Commission Colebrooke-Cameron de 1833 recommanda la création du Conseil législatif et du Conseil exécutif, première étape d'un gouvernement représentatif au Ceylan britannique. En conséquence, les deux ont été créés le 19 mars 1833 par lettres patentes. Le Conseil exécutif était initialement composé du gouverneur britannique (le président du conseil) et de cinq autres hauts fonctionnaires britanniques: le commandant général, le secrétaire colonial (secrétaire principal), l'avocat du roi, le trésorier et l'agent du gouvernement de la province centrale. Le gouverneur devait consulter le Conseil exécutif dans l'exercice de ses fonctions, mais il pouvait outrepasser l'avis du conseil.
En 1840, le vérificateur général a remplacé l'agent du gouvernement de la province centrale au conseil et en 1883, le poste d'avocat de la reine a été renommé procureur général. La deuxième réforme des effectifs de 1924 a ajouté quatre membres officieux au Conseil exécutif.
La Commission Donoughmore de 1927-1928 recommanda que Ceylan reçoive une autonomie limitée et le remplacement du Conseil législatif et du Conseil exécutif respectivement par le Conseil d'État et le Conseil des ministres. En conséquence, le Conseil exécutif a été aboli en 1931.

### Conseil législatif de Ceylan
Le Conseil législatif de Ceylan a existé de 1833 à 1931. Il a été créé par la Commission Colebrooke-Cameron, avant d'être retiré par la Constitution Donoughmore. Entre 1833 à 1910, les membres du Conseil législatif étaient tous nommé par le gouverneur du Ceylan britannique. 
Robert Crewe-Milnes, le secrétaire d'État aux colonies de la Grande-Bretagne, a négocié avec le gouverneur Henry Edward McCallum pour introduire les premières élections démocratiques du Sri Lanka. Le gouverneur a accepté ces modifications mais avec un compromis, seul un nombre très limité de citoyen, respectant des critères spécifiques stricts, avait le droit de voter.
Les premières élections de Ceylan ont lieu en 1911. Elles concernent 2 sièges sur les 11 membres du conseils.
En 1917, le nombre de membres du Conseil législatif est passé de 18 à 21 personnes. Dont 11 membres officiel travaillant dans le corps exécutif de Ceylan ; et 10 membres Non Officiel venant du peuple. Parmi les membres non officiels, six sont nommés par le gouverneur : deux Tamouls, deux Cingalais, un Cingalais de Kandy (les Cingalais de Kandy se considèrent différents des autres Cingalais par leur pureté. Les autres Cingalais ayant été constamment envahis par les Chinois, les Indiens, et les colons européens), et un Musulman ; et les quatre autres sont élus : deux Européens, un Burgher et un Ceylanais éduqué.
En 1921, le nombre de membres du Conseil législatif est passé de 21 à 37 personnes. Quatorze membres officiels, et 23 membres venaient du peuple, et avaient le statut non officiel. Parmi ces 23 membres non officiels, 19 personnes sont élues (11 sur base de découpage territorial, 5 Européens, 2 Burghers, et 1 représentant la Chambre de commerce), et 4 personnes sont nommées par le gouverneur (2 Cingalais kandyans, 1 Musulman, 1 Tamoul indien).
En 1924, le nombre de membres du Conseil législatif est passé de 37 à 49 personnes 12 membres officiels, et 37 membres non officiels dont 34 personnes sont élues (23 sur base de découpage territorial, 3 Européens, 3 Maures musulmans, 2 Burghers, 2 Tamouls indiens et 1 Tamoul ceylanais), et 3 personnes sont nommées par le gouverneur.

## Production
Contrairement aux dirigeants portugais et néerlandais précédents, les Britanniques se sont lancés dans un programme de plantation qui a initialement amené des plantations de café sur l'île. Ceux-ci ont ensuite été éliminés par la rouille du café. Les plants de café ont été remplacés par des plantations de thé et d'hévéa, faisant de Ceylan l'un des pays les plus riches d'Asie.

## Démographie
Les Britanniques ont amené des Tamouls du Raj britannique et en ont fait des travailleurs sous contrat dans la région de Nuwara Eliya. L'île, qui a eu pendant plus de 2 000 ans deux langues majeurs, le Tamoul et le Cingalais, a alors eu besoin d'une langue de liaison et l'anglais est une langue officielle et la langue universelle à Ceylan. 
Les recensements à Ceylan ont commencé en 1871 et se sont poursuivis tous les dix ans. Le recensement de 1881 montre une population totale de 2,8 millions d'habitants, dont 1,8 million de Cingalais, 687 000 Tamouls, 185 000 Maures ainsi que 4 800 Européens, 17 900 Burghers et Eurasiens, 8 900 Malais, 2 200 Veddhas et 7 500 autres.
Les recensements par race étaient monnaie courante dans l'Empire britannique,  ils spécifient une différence entre les Cingalais :
- Les Burghers. Ce sont des métissés cingalais avec un colon portugais, néerlandais ou britannique.
- Les Cingalais de Kandy. Sachant que la région a été la dernière envahie du pays, les Kandyans se sont toujours considérés comme des Cingalais purs car ils n'ont jamais été mélangés avec d'autres colons.

Les recensements de 1871, 1881, 1891 et 1901 ne faisaient plus de distinctions entre les Tamouls de Ceylan et les Tamouls indiens. En 1911, les Tamouls indiens figuraient dans une catégorie distincte.